# Escándalo de La Laguna
El escándalo de La Laguna fue una intervención policial ocurrida a partir del 31 de enero de 1959 en el restaurante «La Laguna», ubicado en el distrito limeño de Barranco, en Perú.

## Hechos
Alrededor de las 22:00 del 30 de enero de 1959 se dio inicio en el restaurante una fiesta a la que asistieron personas vestidas con trajes y otras con ropas femeninas, acompañados de maquilladores, peluqueros y bailarines. También se realizó una «competencia de trajes lujosos, joyas y adornos» —como describió el diario La Prensa— que fue ganada por Coco Geis. Si bien no hubo represión policial durante las horas en que transcurrió la fiesta, esta ocurrió durante las horas y días posteriores debido a los reclamos por parte de los vecinos del sector y el alcalde distrital de Barranco: el 4 de febrero La Crónica informaba que habían sido detenidos cuatro de los asistentes a la fiesta.
La prensa limeña entregó una amplia cobertura sensacionalista al escándalo, informando sobre las detenciones de los homosexuales involucrados, que en su mayoría correspondían a travestis. También se especulaba en la prensa sobre la posibilidad de que Miguel Zapata Borda, quien años antes había expresado su intención de someterse a una cirugía de reasignación de sexo en Dinamarca siguiendo el ejemplo de Christine Jorgensen, estuviera presente en la fiesta en La Laguna.
Luego del escándalo ocurrido en La Laguna, el administrador del recinto perdió la concesión del restaurante y fue posteriormente reemplazado por otro local denominado «El Caballo Negro». El escándalo ha sido comparado con otros bailes de invertidos ocurridos en América Latina durante el siglo XX, como por ejemplo el baile de los cuarenta y uno en México.